# غرغين (مقاطعة بيجار)
غرغین (بالفارسية: گرگین) هي قرية تقع في إيران في قسم غرغین الريفي. يقدر عدد سكانها بـ 231 نسمة بحسب إحصاء 2016.